# Union socialiste arabe (Syrie)
Pour les articles homonymes, voir Union socialiste arabe.
L'Union socialiste arabe (en arabe : الاتّحاد الاشتراكى العربى, al-Ittiḥād al-Ištirākī 'l-ʿArabī) est un parti politique syrien, fondé en 1973.

## Historique
L'Union socialiste arabe syrienne est fondée en 1964 par des opposants nasséristes, soutenus par l'Égypte et opposés au régime du Parti Baas : plusieurs groupes d'opposants fusionnent pour constituer ce qui est alors la version syrienne du parti égyptien. Après l'arrivée au pouvoir de Hafez el-Assad en 1971, l'Union socialiste arabe négocie avec le régime, et intègre en 1972 la coalition du Front national progressiste, qui regroupe les seuls partis autorisés en Syrie. 
Mais la domination sur la coalition du Parti Baas, dont le rôle dirigeant est alors inscrit dans la constitution, conduit l'année suivante à la scission de l'Union socialiste arabe syrienne. Le parti continue d'exister en tant que parti d'appoint du Parti Baas au sein du Front national progressiste, tandis que les opposants fondent l'Union socialiste arabe démocratique, parti d'opposition clandestin. Dans les années 1970, les deux branches de l'Union socialiste arabe syrienne prennent leurs distances vis-à-vis du parti égyptien, du fait notamment de la politique de conciliation suivie par Sadate vis-à-vis d'Israël.
L'Union socialiste arabe syrienne demeure alliée au Parti Baas de Bachar el-Assad, et compte 3 députés au Assemblée du peuple. L'Union socialiste arabe démocratique participe quant à elle au Rassemblement national démocratique, une coalition illégale d'opposants.